# جان آر. لئونتی
جان رابرت لئونتی (زادهٔ ۴ ژوئیه ۱۹۵۶) فیلم‌بردار و کارگردان آمریکایی است. او بیشتر برای فیلم‌برداری در پنج فیلم به کارگردانی جیمز ون شناخته شده‌است.
لئونتی کار خود را به عنوان یک نوجوان، برای کسب و کار با تجهیزات تصویر متحرک خانواده اش با پدرش فرانک لئونتی شروع کرد، او برای کار در فیلم‌هایی همچون جادوگر شهر از و آواز در باران شناخته شد. او همچنین کارگردان فیلم مورتال کامبت: نابودی می‌باشد.

## فیلم‌شناسی
| سال  | نام فیلم               | حضور به عنوان | حضور به عنوان |
| سال  | نام فیلم               | فیلم‌بردار     | کارگردان      |
| ---- | ---------------------- | ------------- | ------------- |
| ۱۹۹۱ | بازی کودکان ۳          | آری           |               |
| ۱۹۹۳ | زبر و زرنگ‌ها! قسمت دوم | آری           |               |
| ۱۹۹۴ | ماسک                   | آری           |               |
| ۱۹۹۵ | مورتال کامبت           | آری           |               |
| ۱۹۹۶ | جاسوسی دشوار           | آری           |               |
| ۱۹۹۷ | مورتال کامبت: نابودی   |               | آری           |
| ۱۹۹۹ | دترویک شهر راک         | آری           |               |
| ۲۰۰۱ | جو دِرْت                 | آری           |               |
| ۲۰۰۲ | پادشاه عقرب            | آری           |               |
| ۲۰۰۳ | هانی                   | آری           |               |
| ۲۰۰۴ | صدایت را بالا ببر      | آری           |               |
| ۲۰۰۵ | مرد کامل               | آری           |               |
| ۲۰۰۶ | چوب‌ها                  | آری           |               |
| ۲۰۰۶ | اثر پروانه‌ای ۲         |               | آری           |
| ۲۰۰۷ | سکوت مطلق              | آری           |               |
| ۲۰۰۷ | می‌دانم کی من را کشت    | آری           |               |
| ۲۰۰۷ | مجازات مرگ             | آری           |               |
| ۲۰۱۰ | پول نقد                | آری           |               |
| ۲۰۱۰ | پیرانا سه‌بعدی          | آری           |               |
| ۲۰۱۰ | سوپر هیبرید            | آری           |               |
| ۲۰۱۱ | توطئه‌آمیز              | آری           |               |
| ۲۰۱۱ | موج‌سوار                | آری           |               |
| ۲۰۱۳ | احضار روح              | آری           |               |
| ۲۰۱۳ | توطئه‌آمیز: فصل ۲       | آری           |               |
| ۲۰۱۴ | آنابل                  |               | آری           |
| ۲۰۱۹ | سکوت (فیلم ۲۰۱۹)       |               | آری           |